# Jane Porter (romancière)
Pour l’article homonyme, voir Jane Porter.
Jane Porter (1776-1850) est une romancière écossaise, qui contribua à faire émerger un genre littéraire nouveau, le roman historique.

## Biographie
Jane Porter est née à Durham, en 1776, en Angleterre, troisième des cinq enfants de l'Irlandais William Porter et de Jane (née Blenkinsop) de Durham. Dès sa plus jeune enfance, Jane Porter est avide de lecture. Elle a coutume de se lever à quatre heures du matin pour lire et écrire. Elle a ainsi lu la totalité de l'ouvrage d'Edmund Spenser, La Reine des fées (le titre original étant Faerie Queene en moyen anglais), alors qu'elle n'est encore qu'une enfant. Son air mélancolique lui vaut le surnom de La Penserosa, d'après le poème Il Penseroso de John Milton. Après la mort de son père, la famille de Jane s'installe à Édimbourg, où elle étudie dans une école de charité sous la direction du maître d'école George Fulton. Elle côtoie Walter Scott, alors étudiant. Après des séjours à Durham et en Irlande, la famille Porter s'installe à Londres dans les années 1790. Les sœurs entrent dans un cercle d'acteurs, d'artistes et de femmes de lettres célèbres ou en passe de le devenir, parmi lesquels Elizabeth Inchbald, Anna Laetitia Barbauld, Hannah More, Elizabeth Hamilton, et Elizabeth Benger.
Elle est la sœur de Anna Maria Porter. Son frère, Sir Robert Ker Porter, est devenu un peintre renommé.
Venue plus tardivement que sa sœur Anna Maria à l'écriture, Jane Porter a créé bon nombre des outils narratifs communément associés au roman historique, même si son style semble, quelques siècles plus tard, un peu ampoulé. Son ouvrage de 1810, The Scottish Chiefs, consacré à William Wallace, l'un des premiers exemples de roman historique, a connu un grand succès. La version française en a été interdite par Napoléon. Elle a contribué à faire émerger et faire reconnaître (grâce à l'accueil des lecteurs) le genre littéraire du roman historique, quelques années avant que Walter Scott, qui s'est dans un premier temps consacré à la poésie, ne devienne un maître en la matière.
Elle meurt à Bristol à 74 ans,.